# Bach Mai-hospitalet
Bach Mai-hospitalet (vietnamesisk: Bệnh viện Bạch Mai) er Vietnams største hospital og ligger i den sydlige del af Hanoi.
Hospitalet blev bygget af franskmændene i 1911 og spiller en vigtig rolle for sygdomsbekæmpelse i det nordlige Vietnam og for uddannelse og forskning. Hospitalet blev udsat for angreb under Vietnamkrigen.

## Eksternt link
- Bach Mai-hospitalet

21°00′N 105°50′Ø / 21°N 105.84°Ø